# Pierre Nora
Pierre Nora (Parigi, 17 novembre 1931 – Parigi, 2 giugno 2025) è stato uno storico francese, membro dell'Académie française.

## Biografia
Eletto all'Académie française il 7 giugno 2001, era noto per i suoi lavori sull'identità e sulla memoria storica francese. Il suo nome è stato associato alla Nouvelle histoire. Era fratello di Simon Nora ed è stato il compagno di Anne Sinclair.

## Opere
- Les Français d'Algérie (Julliard, 1961)
- Vincent Auriol. Journal du Septennat 1947–1954 (Armand Colin, 1970–1979)
- Faire de l'histoire (Gallimard, 1973), con Jacques Le Goff, trad. di Isolina Mariani, Fare la storia, Einaudi, Torino 1981
- Essais d'ego-histoire (Gallimard, 1987)
- Les Lieux de mémoire (Gallimard, 1984–1992)
- Liberté pour l'histoire (avec Françoise Chandernagor), Paris, CNRS, 2008. Trad. con il titolo Libertà per la storia. Inquisizioni postmoderne e altre aberrazioni. A cura di Vincenzo Fidomanzo. Prefazione di Franco Cardini. Milano, Medusa Edizioni, 2021.